# Angelo Rinaldi
Angelo Rinaldi, född 17 juni 1940 i Bastia, Korsika, död 7 maj 2025 i Paris, var en fransk författare och litteraturkritiker. Från 2001 och fram till sin död var han ledamot av Franska Akademien på stol 20. 
Med italienska rötter växte han upp på Korsika. Han arbetade sedan som journalist på Nice-Matin och Paris-jour, där han skrev reportage och domstolsreferat. Senare etablerade han sig som skarp och hänsynslös litteraturkritiker i Le Figaro. På den konservativa Le Figaro var han sedan, fram till sin pensionering, litterär chefredaktör med särskilt ansvar för supplementet Le Figaro littéraire.
Han utgav 12 romaner och en samling med krönikor. Hans roman La Maison des Atlantes belönades 1972 med Prix Femina. För sin samlade produktion har han belönats med Prix Prince Pierre de Monaco.
I april 2007 blev han riddare av Hederslegionen.